# Trachycalyptus
Trachycalyptus és un gènere extint de mamífers cingulats de la família dels clamifòrids que visqueren a Sud-amèrica des del Miocè superior fins al Pliocè inferior, fa entre 3,8 i 8 milions d'anys. Se n'han trobat restes fòssils a les províncies argentines de Buenos Aires i Entre Ríos. Es calcula que pesava uns 600 kg. Fou descrit a partir d'osteodermes de la cuirassa dorsal. Hi ha autors que el consideren un gènere monotípic limitat a l'espècie tipus, T. chapalmalensis. El nom genèric Trachycalyptus significa ‘cobertura aspra’.